# Cathédrale de l'Almudena
Pour les articles homonymes, voir Almudena.
La cathédrale Sainte-Marie-Royale de l'Almudena (en espagnol : catedral de Santa María la Real de la Almudena) est la toute récente cathédrale de Madrid, capitale du royaume d'Espagne, construite face au palais royal au cours du XXe siècle. Elle est le siège épiscopal de l'archidiocèse de la capitale. C'est une église de 102 mètres de longueur et de 73 mètres de hauteur construite sur base d'un mélange de différents styles : néoclassique à l'extérieur, néogothique à l'intérieur et néoroman dans la crypte. 
Elle fut consacrée par Jean-Paul II lors de son quatrième voyage en Espagne, le 15 juin 1993. C'est la seule cathédrale espagnole consacrée par un pape.

## Situation
Elle est située dans le centre de la ville. La façade principale donne sur la plaza de la Armería, face au palais royal. On accède à la crypte depuis la calle Mayor (la Grand-Rue). À la différence d'autres cathédrales, qui ont une orientation est-ouest, celle de l'Almudena a une orientation nord-sud, fruit de sa conception comme partie intégrante du complexe du palais royal. Elle est construite en pierre de Novelda (près d'Alicante) et de granit de Colmenar Viejo (près de Madrid).

## Histoire

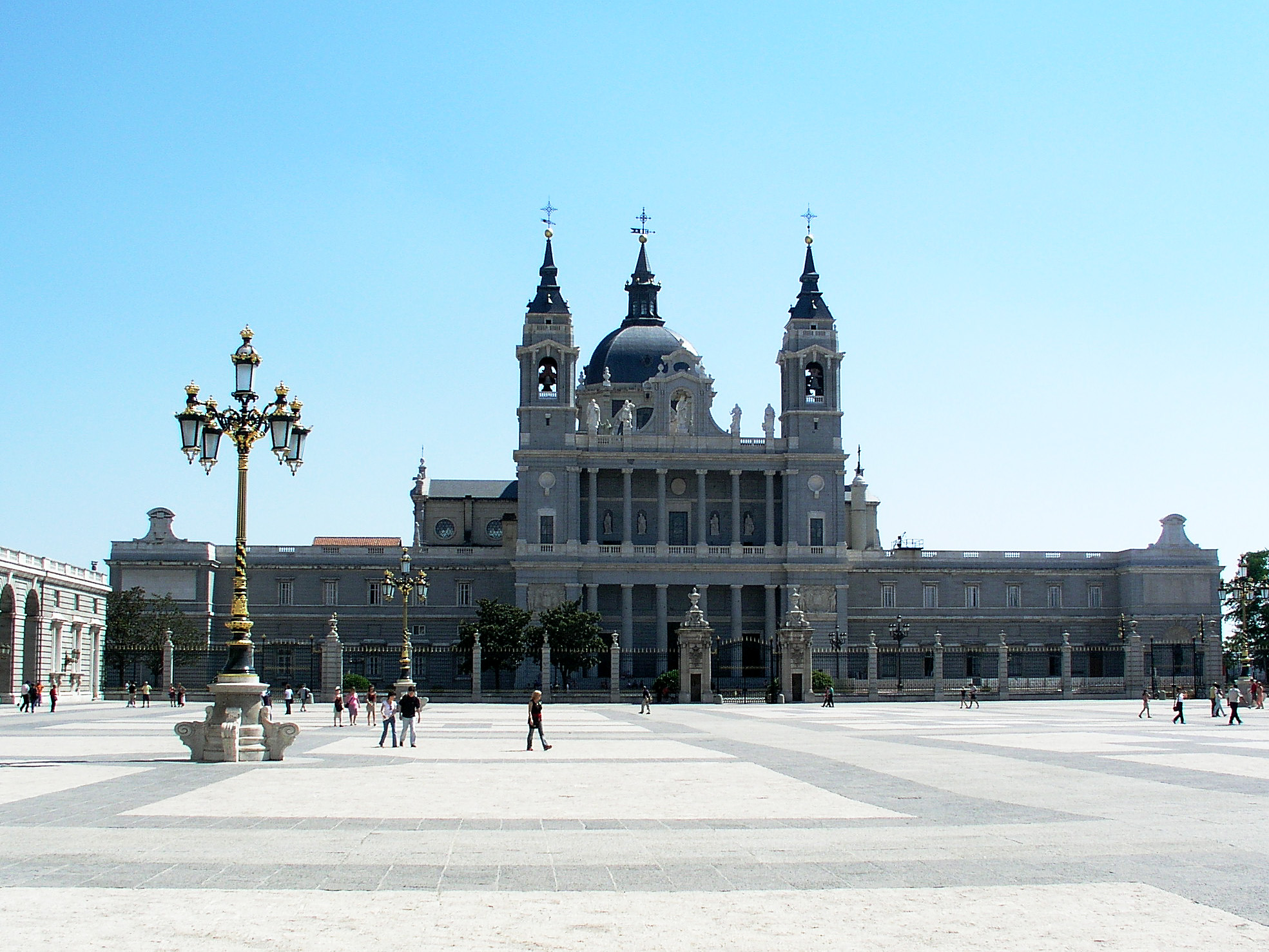
Vue depuis le nord.

Le désir de construire une cathédrale à Madrid remonte au XVIe siècle, sous le règne de Philippe II. Ce dernier, qui avait choisi Madrid comme capitale, le voulait ardemment, mais tourné vers son projet de monastère de l'Escurial, il ne mena aucune action pour y arriver. La capitale appartenait au diocèse de Tolède, dont l'archevêque s'opposa continuellement à la séparation de la capitale espagnole de son diocèse. À partir de la fin du XVIe siècle, l'Espagne s'appauvrit fortement et n'eut plus guère de ressources pour des dépenses aussi prestigieuses. Il y eut cependant quelques tentatives de ranimer ce projet. Ainsi au XVIIIe siècle, époque d'un certain renouveau espagnol, différents projets virent le jour, tels ceux de Giovanni Battista Sacchetti et de Ventura Rodríguez.
C'est seulement le 4 avril 1883 que les choses rebondirent. Le roi Alphonse XII posa cette année-là la première pierre d'une église à l'emplacement actuel de la future cathédrale de Madrid. En fait, il ne s'agissait encore que de la construction d'une église, rendue nécessaire à la suite de la destruction en 1868 de l'église Sainte-Marie de l'Almudena, la plus vieille de Madrid. Cette construction devait se faire sur des terres cédées en 1879 par le patrimoine royal, grâce à la médiation de la reine María Mercedes (1860-1878), dévote de la Vierge de l'Almudena et décédée prématurément. Ces terres se trouvaient face au Palais royal à la plaza de la Armería.

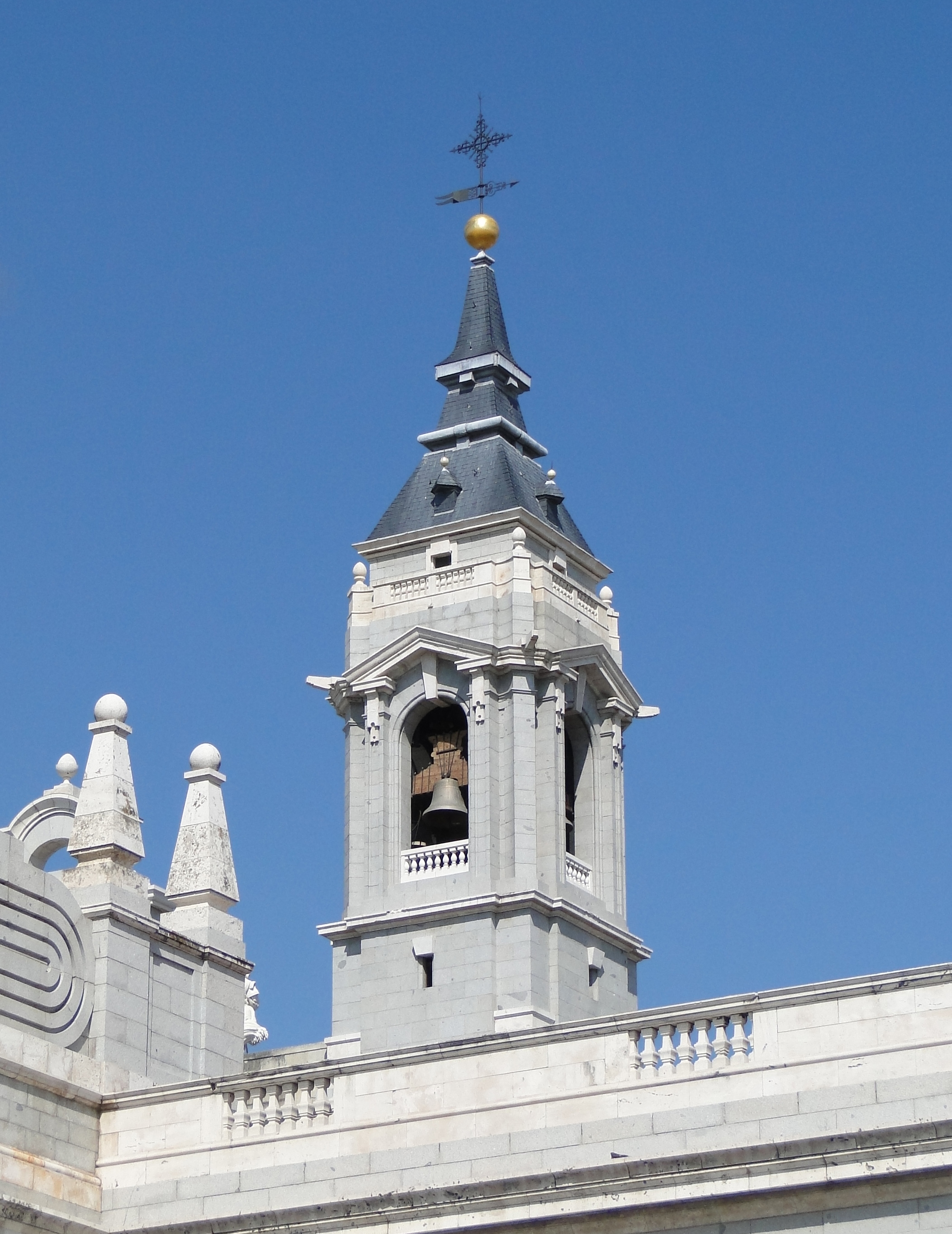
La tour de gauche.

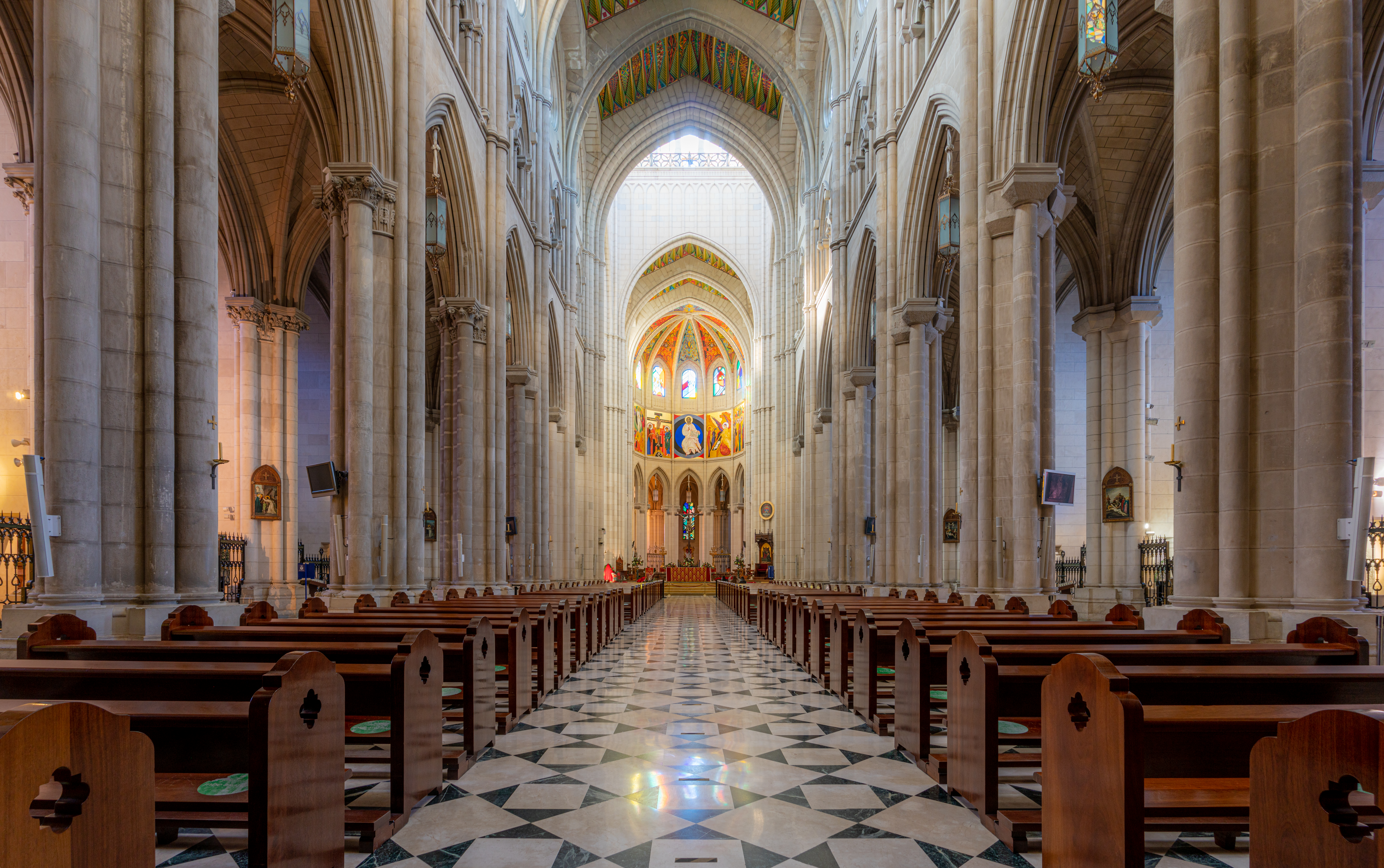
La nef centrale.

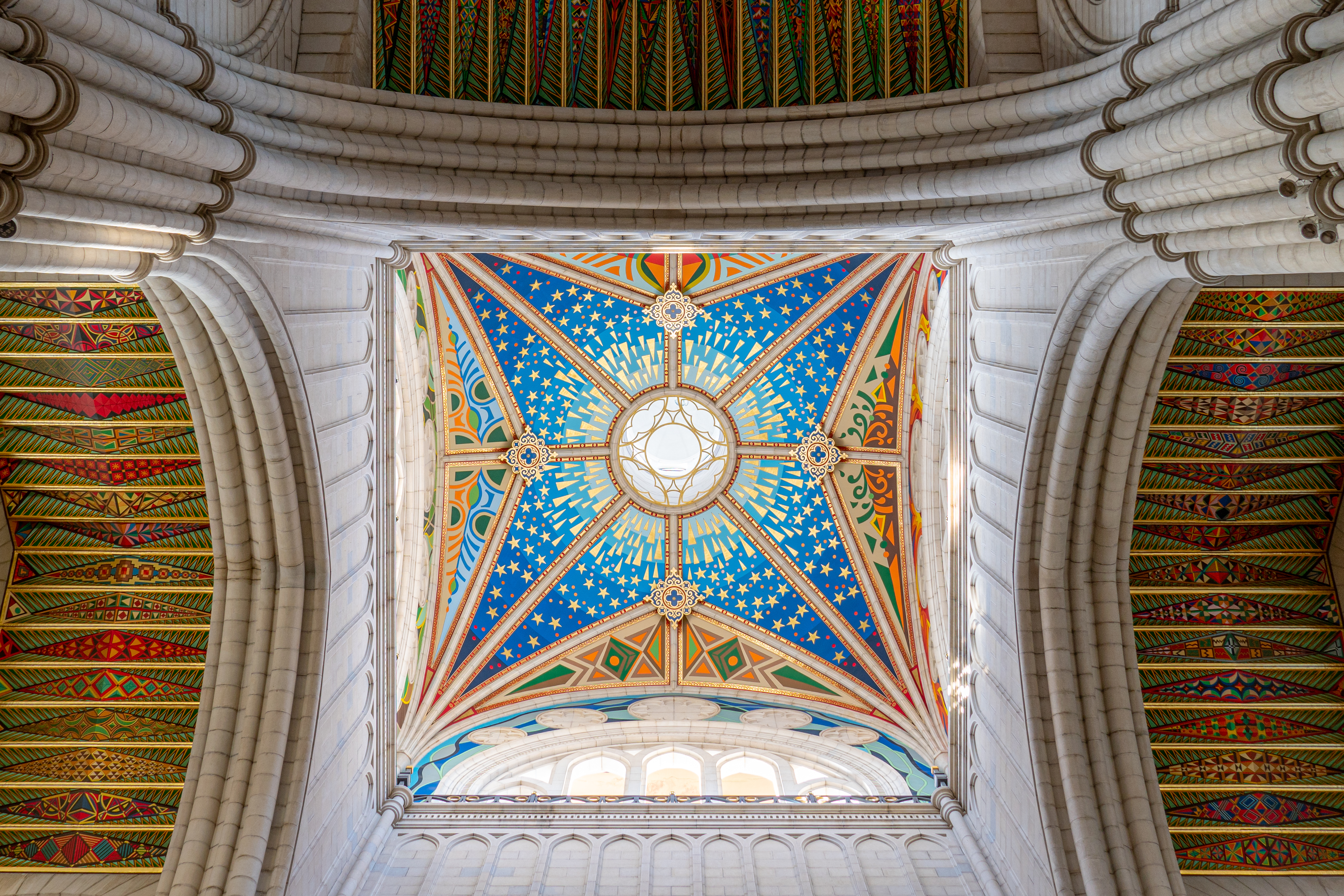
Intérieur, la coupole à la croisée du transept.

En 1885, le pape Léon XIII décida par une bulle la création d'un diocèse à Madrid, mettant ainsi un terme à l'opposition des archevêques de Tolède. Comme siège provisoire du nouveau diocèse, on choisit la collégiale Saint-Isidore. Mais le besoin d'une nouvelle grande église se faisait de plus en plus sentir, d'autant plus que la population de la ville ne cessait d'augmenter.
Le marquis de Cubas, responsable du projet de construction de la nouvelle église réforma alors son projet initial d'édification d'une église paroissiale, proposant une imposante cathédrale néogothique, suivant la mode dominante en Europe sous l'influence de Viollet-le-Duc. Le nouveau projet accepté, les travaux commencèrent par la crypte, construite en style néoroman, avec accès du côté de la Cuesta de la Vega. Elle ne fut ouverte au culte qu'en 1911, une fois terminée par Enrique María Repullés. À ce moment les premiers piliers s'élevèrent aussi. 
Mais les travaux restèrent quasi à l'abandon jusqu'en 1950, année où Fernando Chueca Goitia et Carlos Sidro gagnèrent le concours organisé pour terminer les travaux. Le caractère de l'église changea dès lors car, bien que maintenant le style gothique pour l'intérieur de l'œuvre, le nouveau projet prévoyait un style néoclassique pour tout l'extérieur. De cela résulte l'aspect actuel de la cathédrale. De cette manière, le nouvel édifice s'intégrerait avec l'architecture ambiante, également néoclassique, du Palais royal.
Les travaux continuèrent jusqu'à leur arrêt en 1965, faute de fonds et d'appui de la municipalité. Tout s'arrêta pendant près de vingt années. En 1984, se créa un groupe recherchant l'appui des institutions publiques (gouvernement et municipalité, toutes deux de gauche) et privées pour terminer les travaux. La cathédrale fut enfin consacrée par le pape Jean-Paul II le 15 juin 1993, et prit la relève de la collégiale Saint-Isidore, qui avait servi de cathédrale provisoire de Madrid depuis 1885.
En 2000 y furent translatés les restes de la reine María de las Mercedes.

## Description

### Extérieur

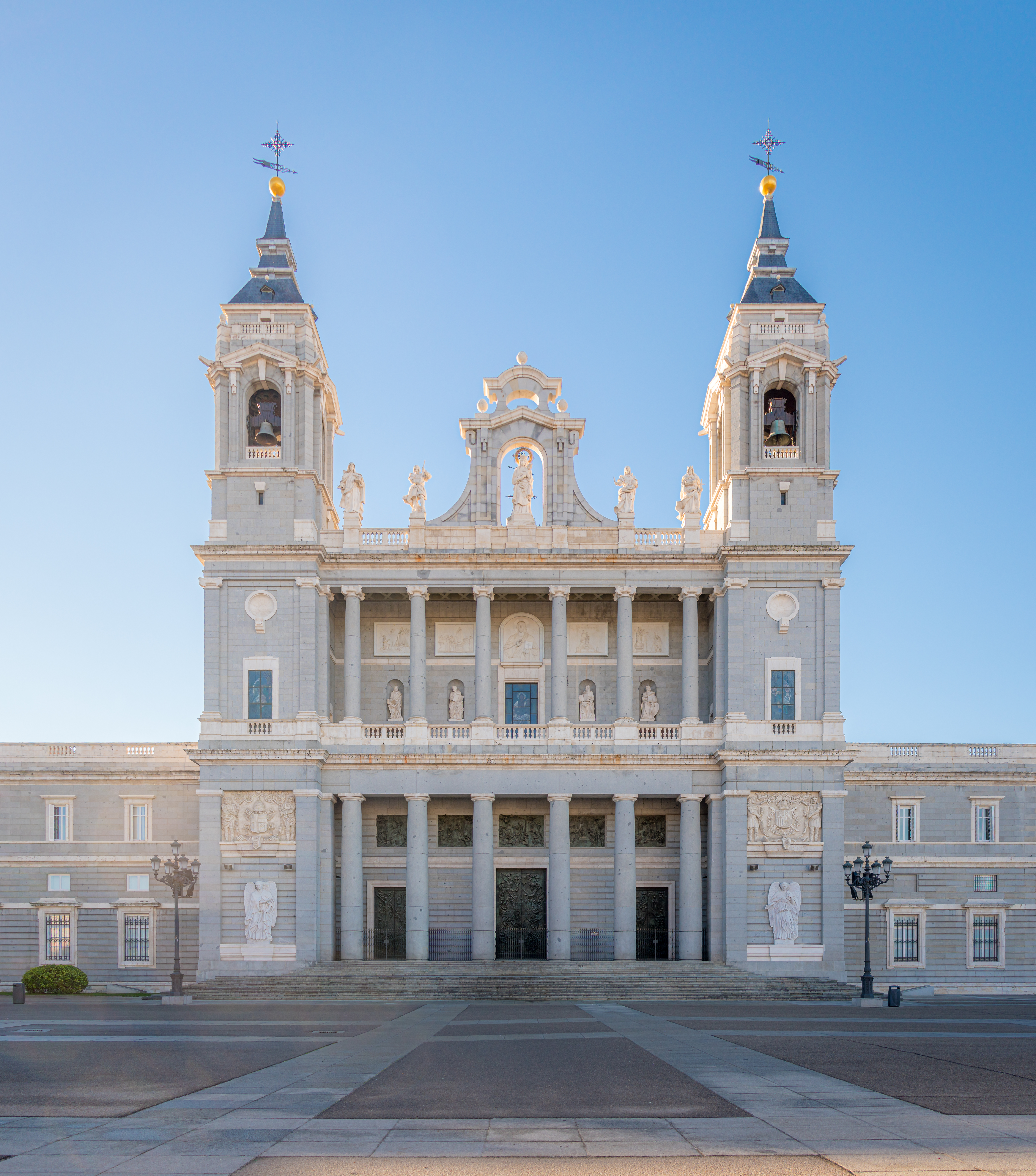
Vue depuis le nord, avec la façade principale.

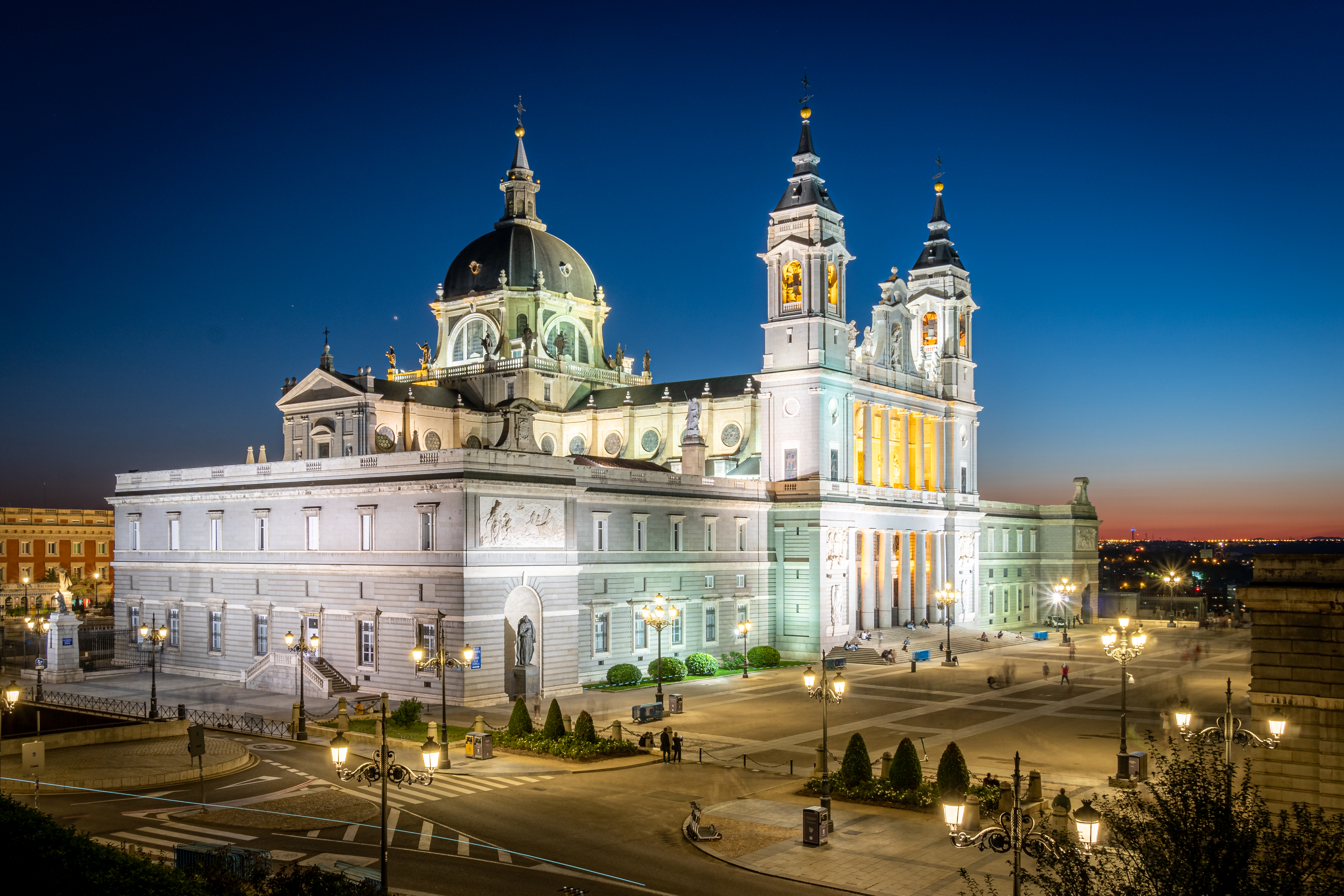
Vue nocturne

La cathédrale madrilène a une longueur de 104 mètres sur 76 au niveau du transept, ce qui fait qu'elle est légèrement plus petite que celle de Tolède (120 x 60 mètres) mais plus grande, par exemple, que celle de Burgos (84 x 59). À titre de comparaison la cathédrale de Chartres, en France, mesure 130 mètres sur 46.
Le vaisseau principal de l'Almudena atteint 32 mètres de hauteur, triplant pratiquement les 12 mètres de sa largeur d'axe à axe des colonnes. Le plus spectaculaire et impressionnant dans l'édifice est la belle coupole construite au-dessus de la croisée du transept, dont la lanterne est surmontée d'une croix qui atteint plus ou moins les cent mètres de hauteur. Elle dépasse ainsi la plus haute des cathédrales espagnoles, Burgos, où les célèbres aiguilles de la façade, plus élevées cependant que la coupole de Madrid mais non pourvues de croix, atteignent seulement 79 mètres.
La coupole est double, gothique vue de l'intérieur, mais clairement baroque depuis l'extérieur. Elle est recouverte de pierre et d'ardoise, et a un tambour octogonal dans lequel s'ouvrent quatre grandes fenêtres et une petite lanterne par-dessus.
La coupole est ornée de douze statues, qui représentent les douze apôtres.

### Façade principale
Des deux tours de la façade, celle de droite est connue sous le nom de Mariana ou des Gallegos (Galiciens), vu que les cloches ont été offertes par les Galiciens. Chacune d'entre elles a un nom marial ce qui lui vaut le nom de Mariana. Ce sont : Santa María la Real de la Almudena, Santa María de la Paloma, Santa María de Atocha et Santa María de la Flor de Lis. Dans la tour de gauche qui donne sur la rue de Bailén, se trouve le carillon.

## Dimensions
- Longueur totale : 102 m

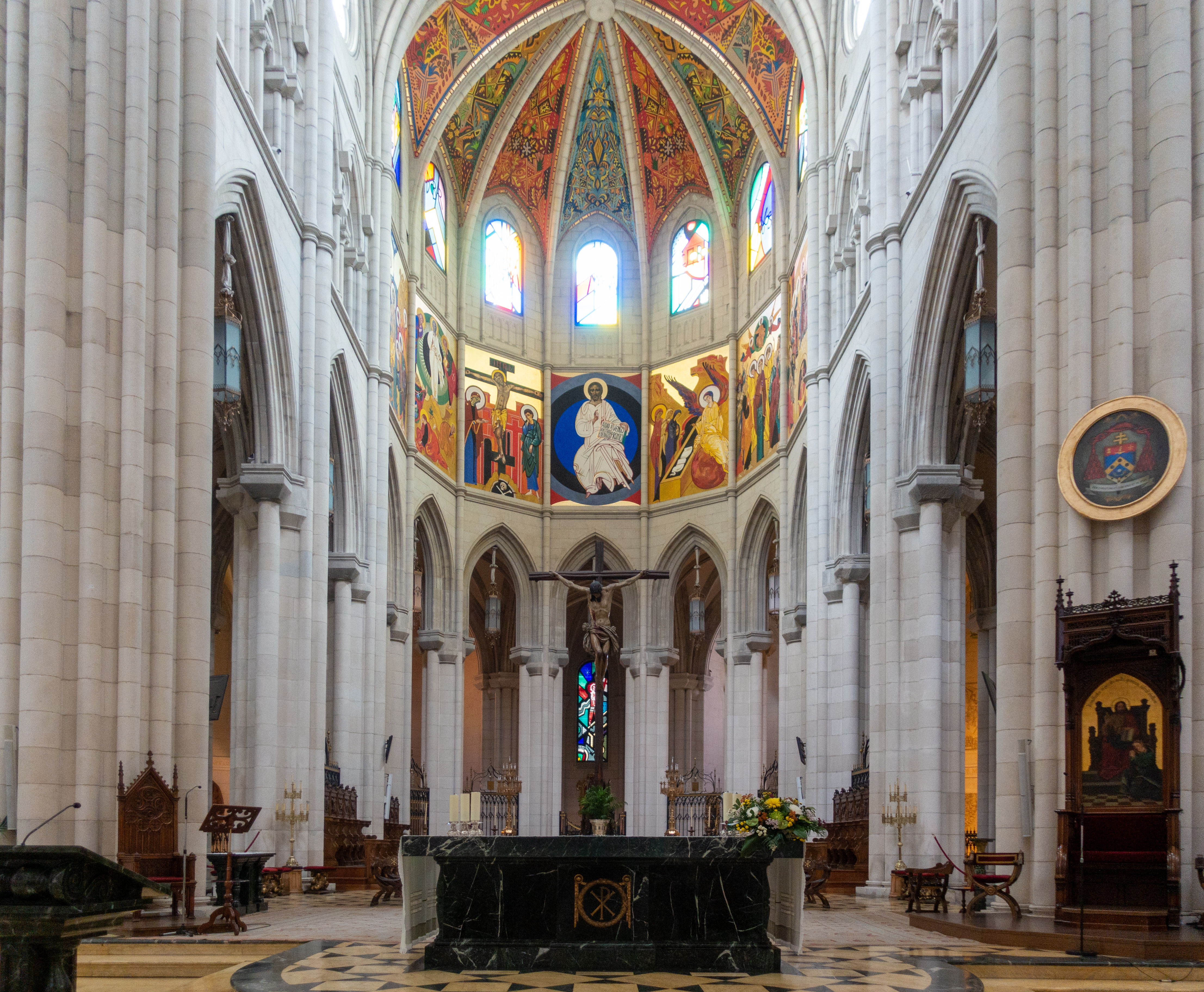
Le chœur et l'abside de la cathédrale.

- Longueur de la nef centrale : 82 m
- Longueur du transept : 68 m
- Hauteur de la coupole jusqu'à la croix : 73 m
- Hauteur des tours de la façade jusqu'à la girouette : 60 m
- Hauteur de la nef principale : 25,8 m
- Largeur de la nef principale : 12,5 m
- Largeur des vaisseaux latéraux : 6 m
- Largeur des chapelles : 6 m
- Superficie totale : 4 800 m²

### Articles liés
- Le Palais royal de Madrid
- La liste des cathédrales d'Espagne
- Almudena